# مزرعه امام‌زاده احمدعلی
مزرعه امام‌زاده احمدعلی یک روستا در ایران است که در استان فارس واقع شده‌است.